# 彭徳懐故居

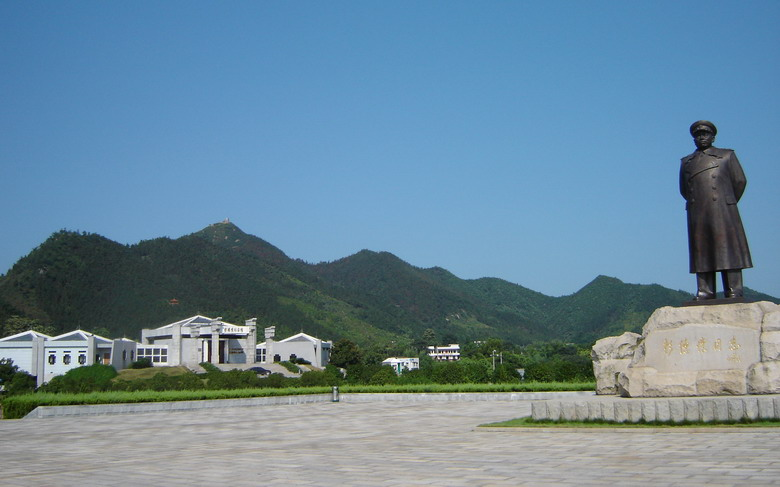
彭徳懐紀念館

彭徳懐故居（ほうとくかいこきょ）は、中華人民共和国の政治家で軍人（中華人民共和国元帥）だった、彭徳懐の生家である。湖南省湘潭市湘潭県烏石鎮烏石村彭家囲子に位置する。敷地面積は2490m2。土木構造。部屋が全部で20間ある。

## 歴史
- 1898年10月24日、彭徳懐はこの地で誕生した。
- 1916年、16歳で中国国民党軍に参加。
- 彭徳懐の弟たちは故居を修復した。
- 1982年、鄧小平の筆による「彭徳懐同志故居」の扁額が故郷の正門に掲げられた。
- 1983年、湖南省人民政府は故居を省級文物保護単位に認定した。8月1日、国内観光客に一般公開される。
- 2001年6月25日、中華人民共和国国務院は故郷を第五批全国重点文物保護単位に認定した。同年、中国共産党中央宣伝部は故居を全国愛国主義教育基地に認定した。

## ギャラリー
- 彭徳懐銅像
- 彭徳懐の住所
- 彭徳懐墓
- 彭徳懐紀念館
- 彭徳懐故居